# Махаріб
Махарі́б — невеликий острів в Червоному морі в архіпелазі Дахлак, належить Еритреї, адміністративно відноситься до району Дахлак регіону Семіен-Кей-Бахрі.

## Географія
Розташований на південний захід від острова Рідж'юма. Має овальну форму, довжина острова 0,9 км, ширина 0,5 км. З півдня острів облямований кораловими рифами.